# Glen Edgar Edgerton
 Glen Edgar Edgerton (* 17. April 1887 in Parkerville, Morris County, Kansas; † 9. April 1976 in Bethesda, Maryland) war ein US-amerikanischer Offizier. Zwischen 1940 und 1944 war er Gouverneur der Panamakanalzone.

## Werdegang
Glen Edgerton besuchte bis 1904 das Kansas State College. Zwischen 1904 und 1908 absolvierte er die United States Military Academy in West Point. Danach begann er eine lange Laufbahn als Offizier der US Army. Er wurde dem Army Corps of Engineers zugewiesen und erreichte bei seinem Ausscheiden aus dem Militär im Jahr 1949 den Rang eines Generalmajors. In den Jahren 1908 und 1909 war er erstmals in der Panamakanalzone stationiert. Zwischen 1910 und 1915 war er leitender Baumeister der Alaska Road Commission, die Straßen im damaligen Alaska-Territorium plante und baute. Der dortige Edgerton Highway wurde nach ihm benannt. Von 1921 bis 1923 war er Direktor der War Department Sales beim Kriegsministerium; zwischen 1925 und 1929 leitete er die Behörde Federal Power Communication. Im Jahr 1930 gehörte er dem Lehrkörper der Baufakultät der Militärakademie in West Point als Assistant Professor an.
Zwischen 1936 und 1940 war Edgerton für die Wartung des Panamakanals verantwortlich. Im Jahr 1940 wurde er als Nachfolger von Clarence S. Ridley neuer Gouverneur der Kanalzone. Dieses Amt bekleidete er bis 1944. Während dieser Zeit wurden dort einige administrative Veränderungen durchgeführt. Im Jahr 1942 wurde eine Eisenbahn- und Autobrücke über den Kanal für den öffentlichen Verkehr freigegeben. Von den Ereignissen des Zweiten Weltkrieges blieb die Kanalzone weitgehend unberührt. Glen Edgerton blieb noch bis 1949 in der Armee. Dann trat er in den Ruhestand. Er starb im Jahr 9. April 1976 im National Naval Medical Center von Bethesda.